# Till the End of the Day/Where Have All the Good Times Gone
Till the End of the Day/Where Have All the Good Times Gone è il nono singolo discografico del gruppo rock britannico The Kinks, scritto dal leader del gruppo Ray Davies e pubblicato nel Regno Unito nel 1965 e, successivamente, incluso nell'album The Kink Kontroversy. Raggiunse l'ottava posizione in classifica nel Regno Unito e la n. 50 negli Stati Uniti, restando per più di otto settimane in classifica.

## I brani
Il brano Till the End of the Day ruota attorno ad una struttura powerchord, come molti altri dei primi successi del gruppo, con un riff di chitarra potente e definito.
Where Have All the Good Times Gone è stato scritto da Ray Davies e, oltre che come lato B del singolo venne  pubblicato anche nell'album The Kink Kontroversy.

## Tracce
1. Till the End of the Day – 2:21 (Ray Davies)
2. Where Have All the Good Times Gone – 2:53 (Ray Davies)

Durata totale: 5:14

## Cover
Cover del brano Till the End of the Day compare sulla ristampa in CD dell'album Third/Sister Lovers dei Big Star. Le Shonen Knife come una delle B-side sul CD single Brown Mushrooms and Other Delights estratto dal loro disco Rock Animals del 1993. Venne tradotto in italiano da "Pantros" (Armando Sciacia) ed inciso con il titolo: Nessuno potrà ridere di lei dai Pooh nel 1966 ed inserita nell' album d'esordio Per quelli come noi.
Cover del brano Where Have All the Good Times Gone compaiono sull'album Pin Ups di David Bowie, nell'album Diver Down di Van Halen. I Supergrass eseguirono il brano dal vivo nel 1995 al Glastonbury Festival. Mike Lécuyer ne fece una versione in lingua francese con il titolo Où est donc le bon vieux temps nell'album  A 7 plombes du mat' blues del 1978.